# Tường cách âm

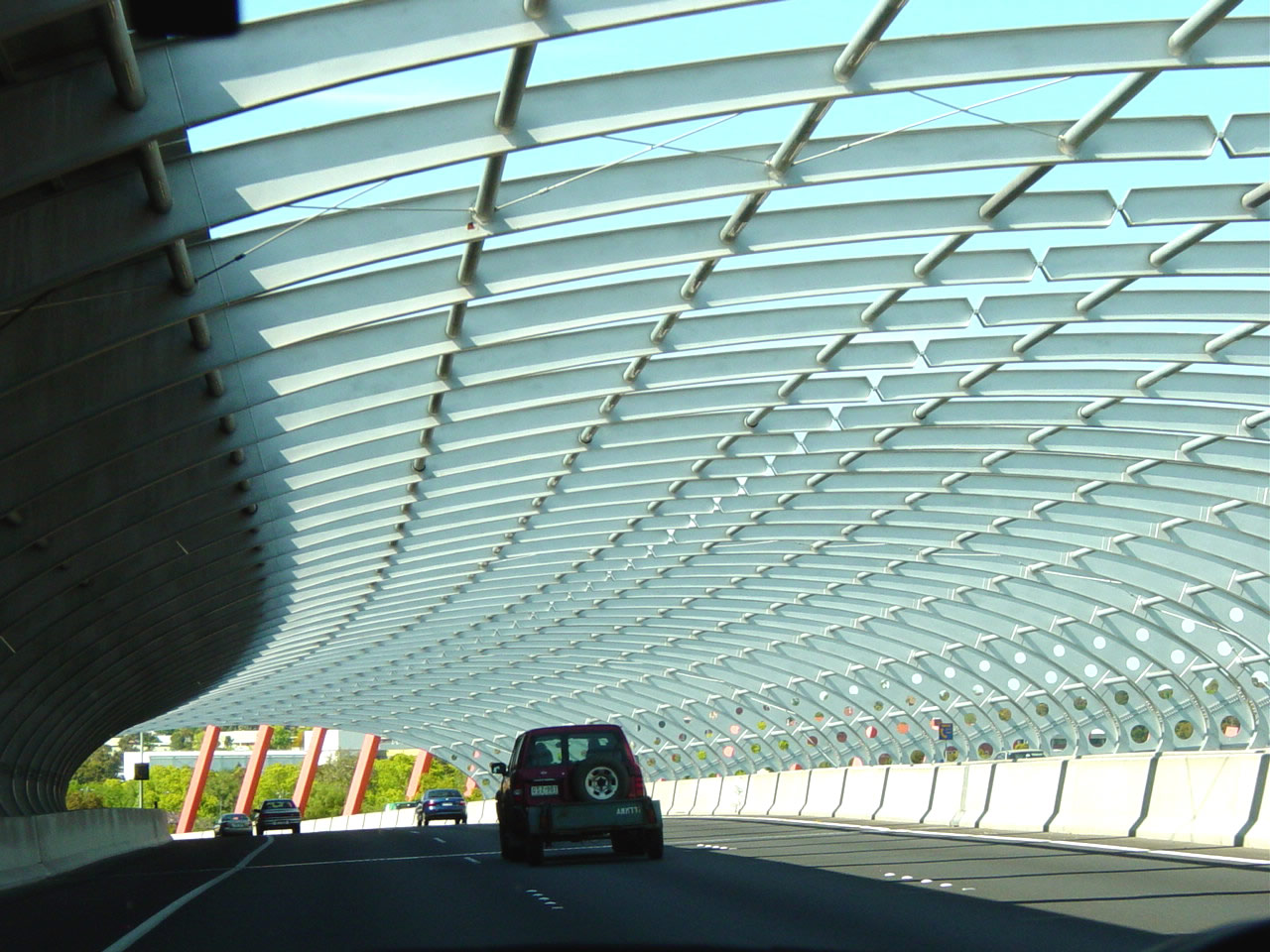
Hầm cách âm ở Melbourne, Australia, được thiết kế để giảm tiếng ồn trên đường mà không làm mất đi tính thẩm mỹ của khu vực.

Tường cách âm (hay còn gọi là Tấm chắn tiếng ồn, Rào cản âm thanh) là một cấu trúc bên ngoài được thiết kế để bảo vệ cư dân của các khu vực sử dụng đất nhạy cảm khỏi ô nhiễm tiếng ồn. Tường cách âm là phương pháp hiệu quả nhất để giảm thiểu các nguồn tiếng ồn đường bộ, đường sắt và công nghiệp – ngoài việc ngừng hoạt động của nguồn hoặc sử dụng các biện pháp kiểm soát nguồn.

## Lịch sử
Vào giữa thế kỷ 20, khi số lượng phương tiện tăng lên nhanh chóng, các tường cách âm đã được phát minh. Năm 1960, công nghệ âm thanh phát hiện ra rằng hiệu quả của tường cách âm có thể được đo lường bằng số. Tại Vương quốc Anh vào năm 1970, khi các quy định về tiếng ồn được thông qua, các tấm chắn tiếng ồn đã được sử dụng rộng rãi. Đến năm 1990, Đan Mạch và các thành phố châu Âu khác bắt đầu sử dụng vật liệu truyền ánh sáng khi thiết kế các tường cách âm.

## Thiết kế
Khoa học về âm thanh trong thiết kế hàng rào chắn tiếng ồn dựa trên việc xem một đường hàng không hoặc đường sắt như một nguồn dòng. Lý thuyết dựa trên việc chặn hướng di chuyển của sóng âm đến một thụ cảm cụ thể; tuy nhiên, cần phải xem xét đi-pha của âm thanh. Sóng âm uốn cong (xuống) khi đi qua một cạnh, chẳng hạn như đỉnh của một hàng rào chắn tiếng ồn. Do đó, những hàng rào chắn cản trở tầm nhìn đến một con đường cao tốc hoặc nguồn khác sẽ chặn âm thanh nhiều hơn. Một vấn đề phức tạp hơn nữa là hiện tượng khúc xạ, sự uốn cong của tia âm thanh trong môi trường không đồng nhất heterogeneous khí quyển. Sự cắt gió và lớp nhiệt độ tạo ra sự không đồng nhất như vậy. Các nguồn âm thanh mô phỏng phải bao gồm tiếng ồn của động cơ, tiếng ồn của lốp xe, và tiếng ồn của động lực học không khí, tất cả đều thay đổi theo loại và tốc độ xe.
Hàng rào chắn tiếng ồn có thể được xây dựng trên đất tư nhân, trên một quyền sở hữu công cộng hoặc trên đất công cộng khác. Do mức độ âm thanh được đo bằng thang đo logarithmic, việc giảm chín đề-cơ-bel tương đương với việc loại bỏ khoảng 86 phần trăm công suất âm thanh không mong muốn.

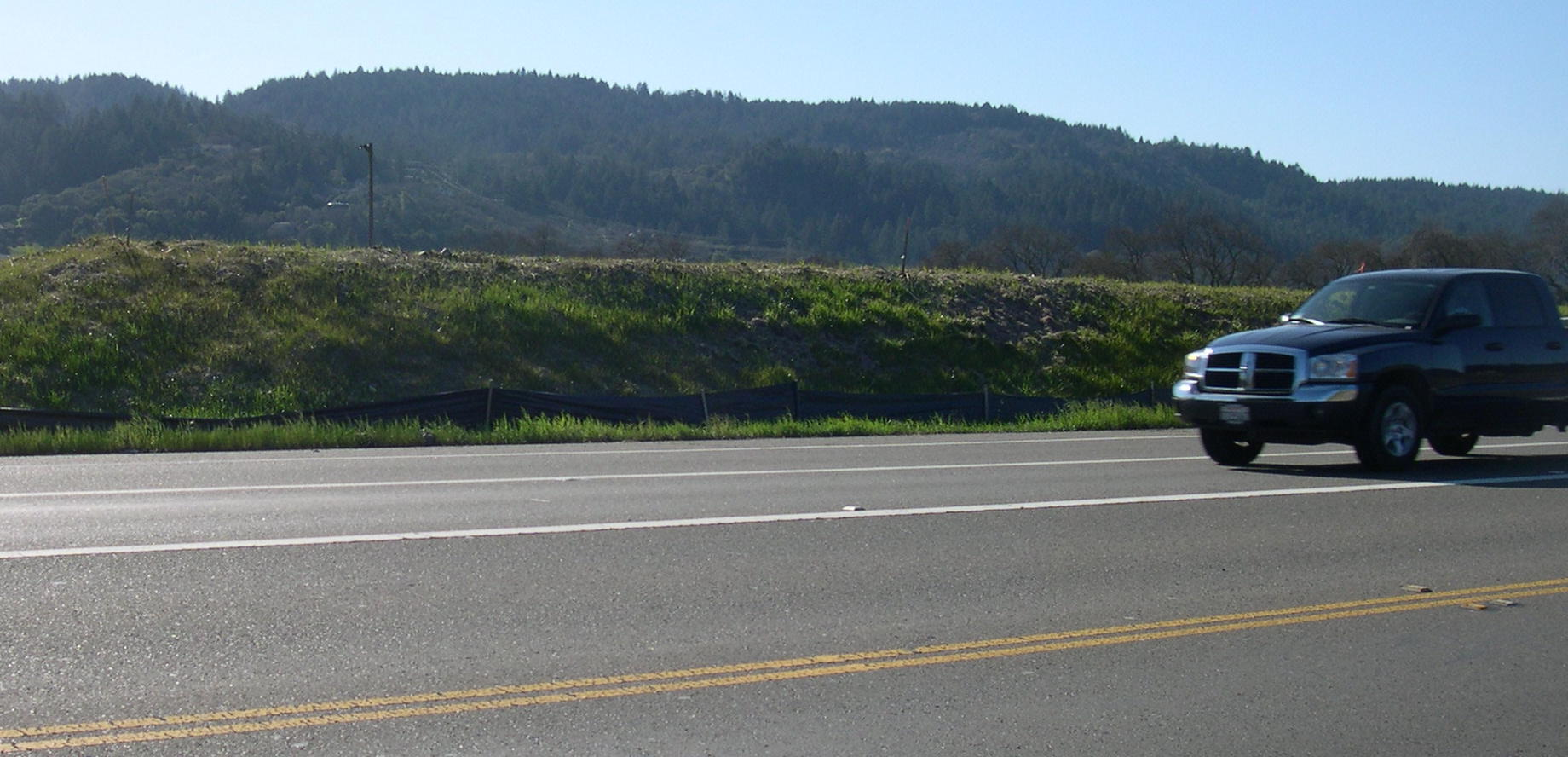
Đập đất hàng rào chắn tiếng ồn dọc theo Đường số 12 tiểu bang California, Quận Sonoma, California

### Vật liệu
Có một số vật liệu khác nhau có thể được sử dụng cho hàng rào chắn tiếng ồn. Những vật liệu này có thể bao gồm xi măng, công trình đất (như đập đất), thép, bê tông, gỗ, nhựa, sợi cách nhiệt hoặc các hợp chất khác. Tường được làm từ vật liệu hấp thụ âm thanh sẽ giảm âm thanh khác biệt so với các bề mặt cứng. Cũng có thể tạo ra hàng rào chắn tiếng ồn bằng vật liệu hoạt động như tấm điện tử quang điện mặt trời để tạo ra điện năng trong khi giảm tiếng ồn giao thông.
Một tường với bề mặt xốp và vật liệu chống tiếng ồn có thể hấp thụ âm thanh mà ít hoặc không có âm thanh được phản chiếu lại về phía nguồn hoặc nơi khác. Các bề mặt cứng như xi măng hoặc bê tông được coi là phản chiếu âm thanh về phía nguồn tiếng ồn và xa hơn.
Hàng rào chắn tiếng ồn có thể là công cụ hiệu quả để giảm ô nhiễm tiếng ồn, nhưng một số vị trí và địa hình không phù hợp để sử dụng hàng rào chắn tiếng ồn. Chi phí và yếu tố thẩm mỹ cũng đóng vai trò trong việc lựa chọn hàng rào chắn tiếng ồn. Trong một số trường hợp, một con đường được bao quanh bằng cấu trúc giảm tiếng ồn hoặc đào vào một đường hầm bằng phương pháp đào và che

## Ưu và nhược điểm
Các lợi ích triệt tiêu tiếng ồn thường quan trọng hơn nhiều so với các nhược điểm về mặt thẩm mỹ. Các lợi ích bao gồm giảm rối loạn giấc ngủ cho cư dân địa phương, tận hưởng cuộc sống ngoài trời nhiều hơn, trò chuyện không bị gián đoạn, giảm căng thẳng, giảm nguy cơ mất thính giác, giảm nguy cơ huyết áp cao (tăng cường sức khỏe tuần hoàn),...
Nhược điểm tiềm năng của rào cản tiếng ồn bao gồm:
- Tầm nhìn bị chặn cho người lái xe và hành khách đường sắt. Các thành phần thủy tinh trong màn chắn tiếng ồn có thể giảm cản trở tầm nhìn, nhưng cần phải vệ sinh thường xuyên
- Tác động thẩm mỹ đến cảnh quan đất đai và đô thị
- Có xu hướng bị vẽ graffiti
- Tạo ra các không gian khuất khỏi tầm nhìn và sự kiểm soát của xã hội (ví dụ như tại các nhà ga)
- Tỷ lệ chim chết cao (va chạm kính)

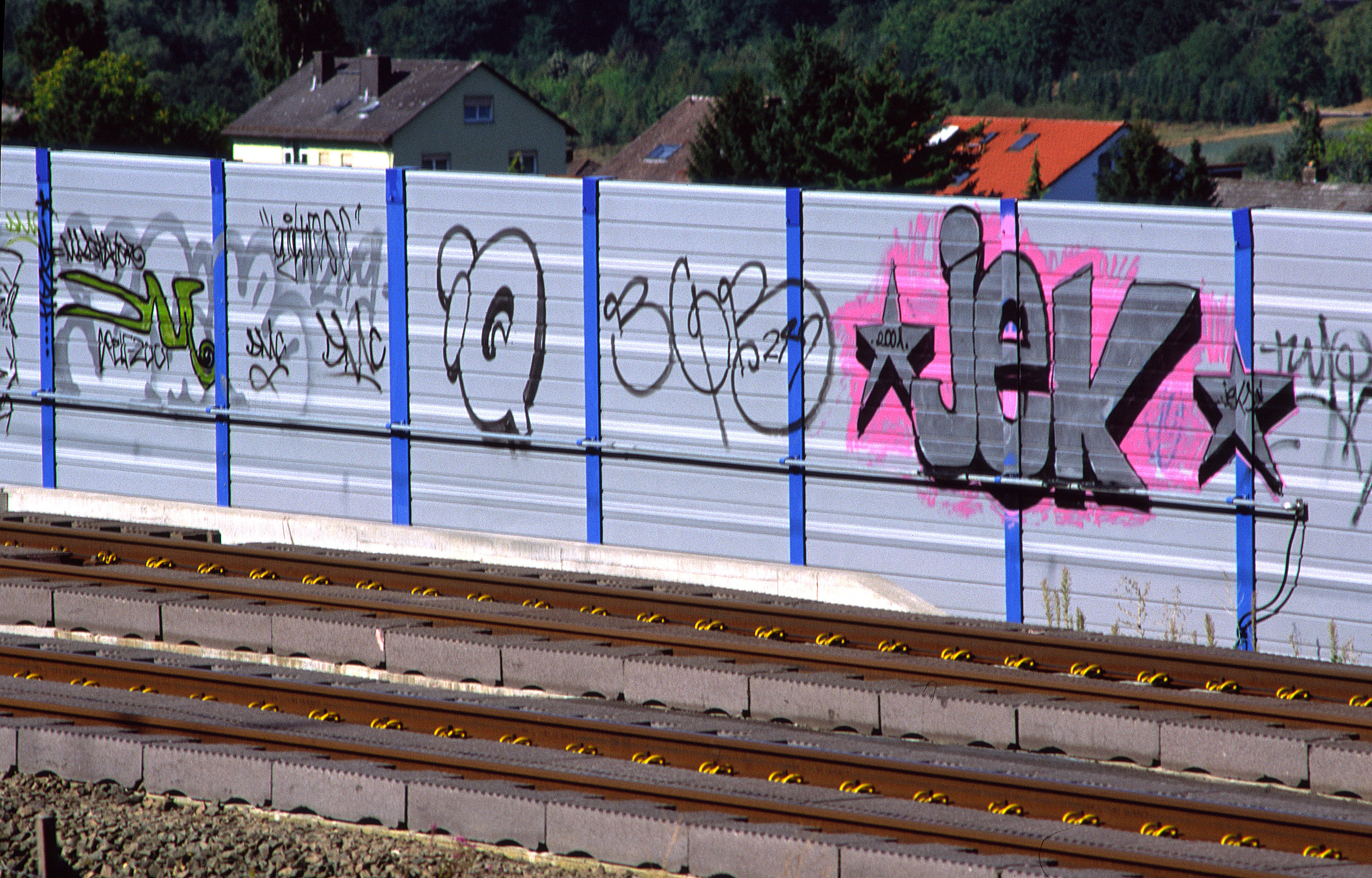
Các bức tường giảm tiếng ồn thường chặn tầm nhìn của hành khách đi tàu hoặc người đi đường và thu hút các hình vẽ bậy.
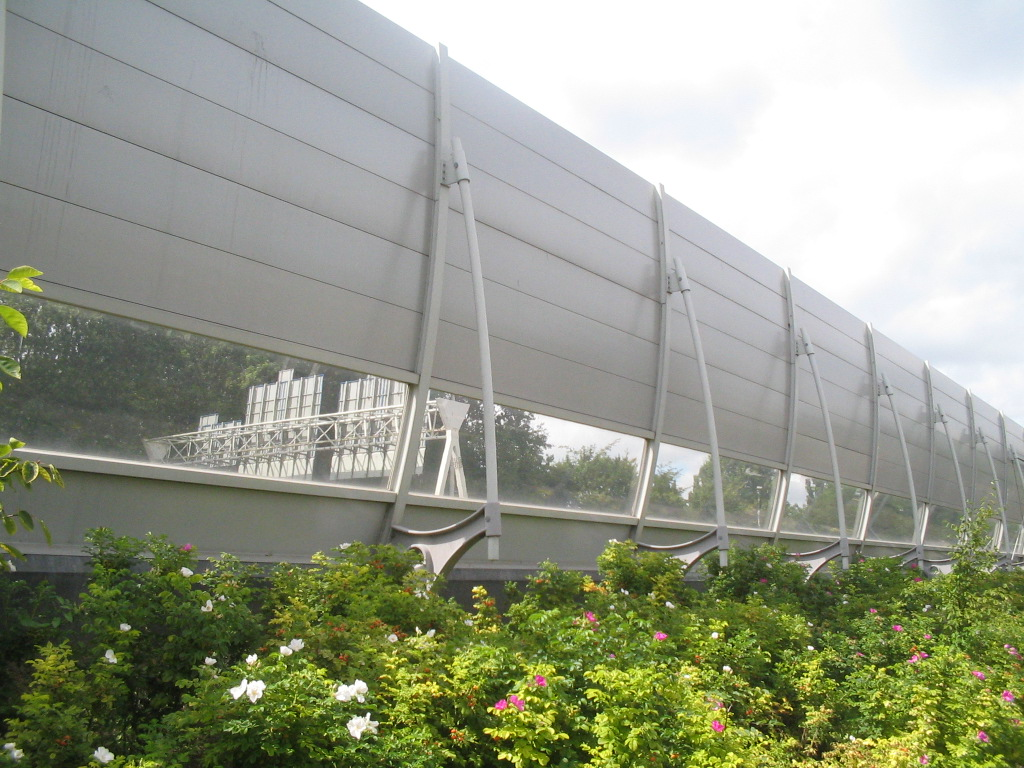
Bức tường giảm tiếng ồn này ở Hà Lan có một phần trong suốt ngang tầm mắt của người lái xe để giảm tác động thị giác cho người tham gia giao thông.
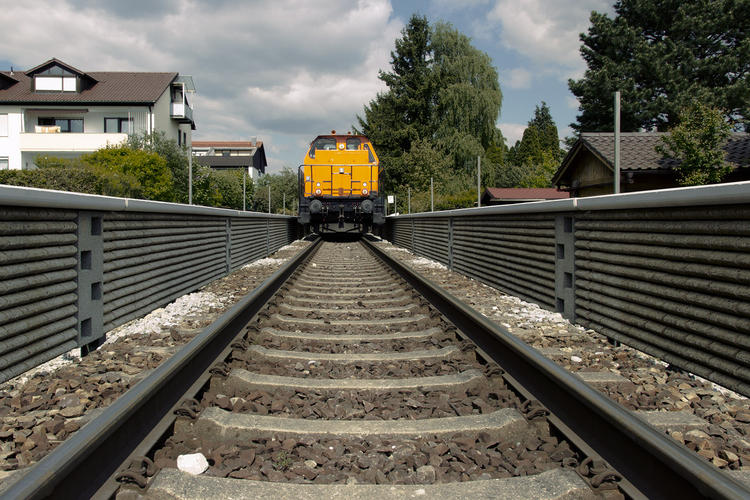
Tường thấp sát đường chạy tránh tác động quang học.

## Ảnh hưởng đến không khí
Rào cản tiếng ồn bên đường đã được chứng minh là làm giảm nồng độ ô nhiễm không khí gần đường. Trong phạm vi 15–50 m tính từ lề đường, nồng độ ô nhiễm không khí ở phía khuất gió của các rào cản tiếng ồn có thể giảm tới 50% so với giá trị của đường thông thoáng.
Các rào cản tiếng ồn buộc các luồng khí ô nhiễm từ đường di chuyển lên trên và vượt qua rào cản, tạo ra hiệu ứng của một nguồn trên cao và tăng cường sự phân tán theo chiều dọc của luồng khói. Sự giảm tốc và độ lệch của luồng ban đầu do rào cản tiếng ồn buộc chùm khói phân tán theo chiều ngang. Một vùng gió đứt cao được đặc trưng bởi vận tốc chậm và khoang tái lưu thông được tạo ra ở phía sau của rào cản giúp tăng cường hơn nữa sự phân tán; điều này trộn lẫn không khí xung quanh với các chất ô nhiễm theo chiều gió phía sau hàng rào.